# Idris I.

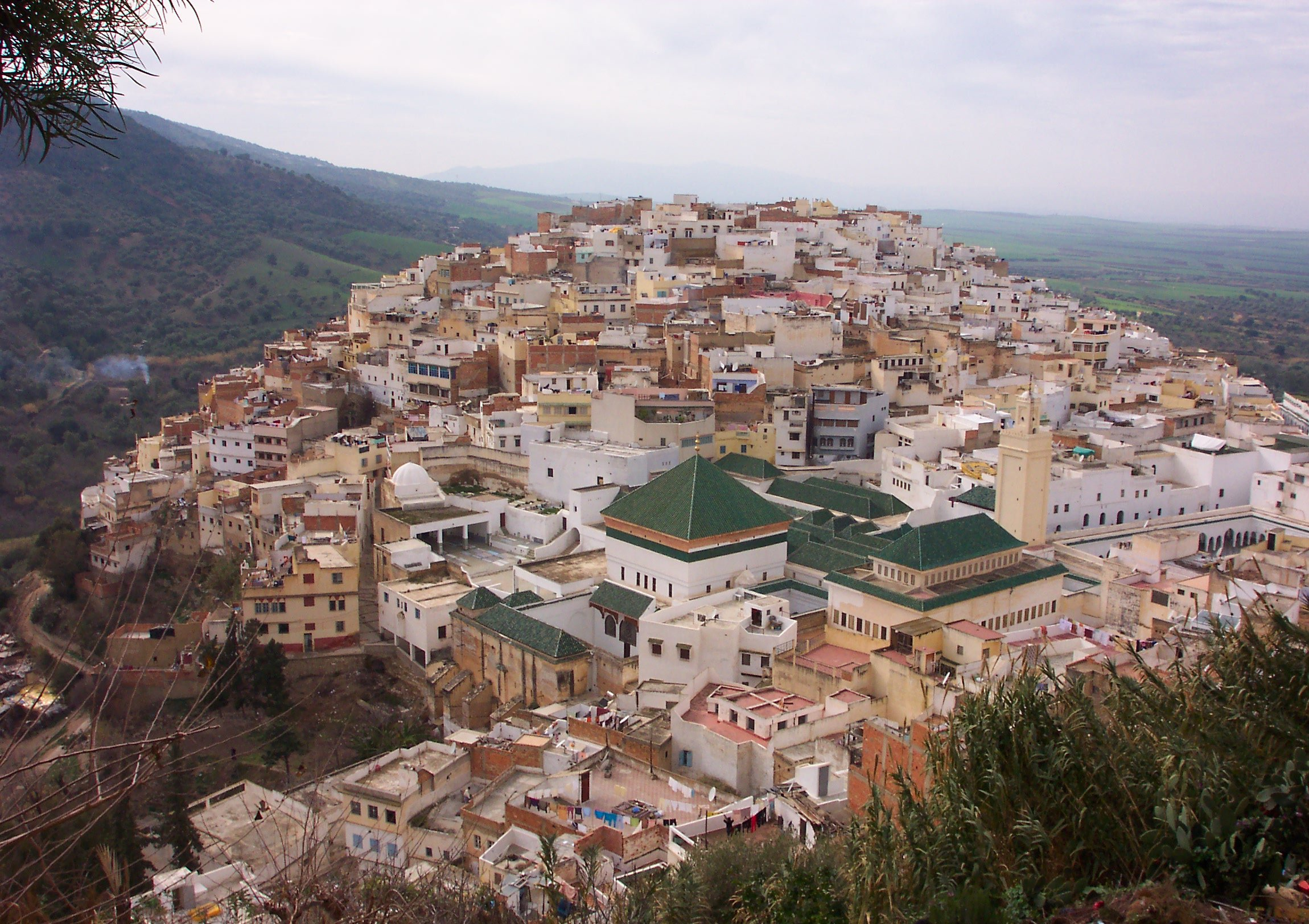
Grabmoschee Idris’ I. inmitten der Medina von Moulay Idris

Idrīs ibn ʿAbdallāh (arabisch إدريس بن عبدالله, auch Idris I.) († 791) war der erste Herrscher der Idrisiden von 789 bis 791.
Idris ibn Abdellah (el-Kamil) war ein Abkömmling des Kalifen Ali ibn Abi Talib (reg. 656–661). Nach der Verwicklung in eine Revolte der Aliden gegen die Abbasiden (786) musste er aus Medina fliehen und kam über Ägypten nach Marokko. Dort verbreitete er unter den, teilweise noch heidnischen, Auraba-Berbern im nördlichen Marokko den Islam. Er wurde von den Berbern in Nordmarokko und dem Rif-Gebirge als Imam anerkannt. Zentrum seiner Herrschaft wurde Walīlī (das antike Volubilis).
Indem er 789 Agadir bei Tlemcen eroberte und die Banu Ifran besiegte, begann Idris I. auch mit der Ausdehnung seines Machtbereiches. Außerdem weitete er seinen Einfluss durch ein Bündnis mit den Magrawa-Berbern unter Muhammad ibn Hazar aus. In der Folgezeit gründete er 789 beim heutigen Fès ein befestigtes Heerlager.
Im Jahr 791 wurde Idris I., vor der Geburt seines Sohnes Idris II. (791–828), vergiftet. Dies soll auf Anordnung des Kalifen Hārūn ar-Raschīd geschehen sein. Idris I. wurde in Walīlī, dem heutigen Moulay Idris, bestattet. Später entwickelte sich dieser Ort zu einer bedeutenden Wallfahrtsstätte für die Muslime in Marokko.